# Вальд-Михельбах
Вальд-Михельбах (нем. Wald-Michelbach) — община в Германии, в земле Гессен. Подчиняется административному округу Дармштадт. Входит в состав района Бергштрасе.  Население составляет 10 915 человек (на 31 декабря 2010 года). Занимает площадь 74,36 км².